# Tijana Dapčević
Tijana Dapčević (makedonska: Тијана Дапчевиќ, Tijana Dapčević, serbiska: Тијана Дапчевић), född Tijana Todevska den 3 februari 1976 i Skopje, är en makedonsk popsångerska som är mest känd i Serbien. Hon representerade Makedonien i Eurovision Song Contest 2014 i Köpenhamn med låten "Tamu kaj što pripagjam" ("To the Sky").
Dapčević är äldre syster till sångerskan Tamara Todevska som representerade Makedonien i Eurovision Song Contest 2008 tillsammans med Adrian Gaxha och Rade Vrčakovski. Todevska var även med när Dapčević deltog i Eurovision Song Contest.